# Músculo longitudinal inferior
O músculo longitudinal inferior é um músculo intrínseco da língua.